# Juan Ignacio Pujana
Juan Ignacio Pujana Fernández (Barcelona, 13 de marzo de 1948) es un político español.

## Biografía
Militante de UGT durante los últimos años del franquismo, fue escogido candidato del PSC-PSOE para la alcaldía de Hospitalet de Llobregat en las elecciones municipales españolas de 1979. Fue el primer alcalde democrático de Hospitalet de Llobregat después del franquismo, y ocupó el cargo hasta el 9 de mayo de 1994, cuando fue obligado a dimitir por haber sido acusado por la fiscalía del Tribunal Superior de Justicia de Cataluña de los delitos de tráfico de influencias y soborno.
El 31 de julio de 1995 fue condenado a seis años de inhabilitación, 300.000 pesetas de multa y un mes y un día de arresto por un delito de tráfico de influencias pero la sentencia lo absolvió de dos delitos de soborno por la concesión de las obras de un aparcamiento debido a la de falta de pruebas. En 1997 fue acusado nuevamente de malversación de caudales públicos por la adjudicación irregular de un aparcamiento, pero el 2 de febrero de 1998 fue absuelto por la Audiencia de Barcelona.